# متلازمة فرط القشرانيات المعدنية الظاهرية
فرط القشرانيات المعدنية الظاهرية هي وراثة جسدية متنحية، اضطراب يسبب ارتفاع ضغط الدم ونقص بوتاسيوم الدم (مستويات منخفضة بشكل غير طبيعي من البوتاسيوم)، وهو ناتج عن طفرات في جين HSD11B2، الذي يشفر النظير الإنزيمي في الكلى من النوع 2-هيدروكسيستيرويد ديهيدروجينيز 2. تؤدي الطفرة إلى ارتفاع تركيز الكورتيزول الموضعي في الأنسجة الحساسة للألدوستيرون مثل الكلى. يمكن للكورتيزول المفرز بتراكيز عالية أن يتفاعل بشكل عرضي وينشط مستقبلات القشرانيات المعدنية بسبب عدم الانتقائية للمستقبل، ما يؤدي إلى تأثيرات شبيهة بالألدوستيرون في الكلى. هذا ما يسبب نقص بوتاسيوم الدم وارتفاع ضغط الدم وفرط صوديوم الدم المرتبط بالمتلازمة. غالبًا ما يصاب المرضى بارتفاع شديد في ضغط الدم وتغيرات في الأعضاء المرتبطة به مثل تضخم البطين الأيسر وتغيرات الأوعية الدموية في شبكية العين والكلية بالإضافة إلى تأخر وفشل في النمو. تنخفض مستويات كل من الألدوستيرون والرينين في المصل.

## العلامات والأعراض
يظهر هذا الاضطراب بشكل مشابه لفرط الألدوستيرونية، ما يؤدي إلى تثبيط التغذية الراجعة للألدوستيرون. تشمل الأعراض الشائعة ارتفاع ضغط الدم ونقص بوتاسيوم الدم والقلاء الاستقلابي وانخفاض نشاط الرينين في البلازما.
هذه المتلازمة هي إفراز مفرط لهرمون 21-هيدروكسي بروجسترون وتسمى أيضًا 11-ديوكسيكورتيكوستيرون من الغدد الكظرية وقد تسبب ارتفاع ضغط الدم القشري المعدني.

## علم الوراثة
تورث المتلازمة بطريقة جسدية متنحية. هذا يعني أن الجين المعيب المسؤول عن الاضطراب يقع في صبغي جسدي، ويتطلب حدوث الاضطراب وجود نسختين من الجين المعيب (مورثة من كل والد). يحمل والدا الفرد المصاب باضطراب صبغي جسدي متنحي نسخة واحدة من الجين المعيب، لكنهما لا يعانيان عادةً من أي علامات أو أعراض.

## التشخيص
يمكن أن تشابه بغض الحالات الأخرى مثل متلازمة ليدل السمات السريرية للمتلازمة، لذلك يمكن إجراء التشخيص عن طريق حساب نسبة الكورتيزول الحر في البول إلى نسبة الكورتيزون الحر في البول. نظرًا لأن المرضى ينتجون كميات قليلة من الكورتيزون، فإن النسبة ستكون أعلى بكثير عند المرضى غير المصابين. بدلًا من ذلك، يمكن للمرء أن يفرق بين المتلازمتين عن طريق إعطاء مدرات البول الحافظة للبوتاسيوم.

## العلاج
يعتمد العلاج على التحكم في ضغط الدم عن طريق إعطاء مضادات الألدوستيرون مثل سبيرونولاكتون الذي يعاكس القلاء الاستقلابي الناقص بوتاسيوم الدم ومضادات ارتفاع ضغط الدم الأخرى. وُجد أن زراعة الكلى علاج مفيد في جميع الحالات السريرية تقريبًا. تُعتبر متلازمة فرط القشرانيات المعدنية الظاهرية نادرة للغاية، إذ سُجّل أقل من 100 حالة في جميع أنحاء العالم.
قد يسبب استهلاك العرق سوس أيضًا شكلًا مؤقتًا من هذه المتلازمة نظرًا لقدرته على حصار 11 بيتا-هيدروكسيستيرويد ديهيدروجينيز من النمط الثاني، ما يؤدي بدوره إلى زيادة مستويات الكورتيزول. سيؤدي التوقف عن استهلاك عرق السوس إلى تراجع المتلازمة.